# Settsu (Osaka)
Settsu (摂津市, Settsu-shi) is een stad in de prefectuur  Osaka, Japan. Begin 2014 telde de stad 84.415 inwoners. Settsu maakt deel uit van de metropool Groot-Osaka.

## Geschiedenis
Op 1 november 1966 werd Settsu benoemd tot stad (shi).

## Partnersteden
- Bengbu, China sinds 1984
- Bundaberg, Australië sinds 1998

## Geboren
- Keisuke Honda (1986), voetballer

Steden:
Daito · Fujiidera · Habikino · Hannan · Higashiosaka · Hirakata · Ibaraki · Ikeda · Izumi · Izumiotsu · Izumisano · Kadoma · Kaizuka · Kashiwara · Katano · Kawachinagano · Kishiwada · Matsubara · Minoh · Moriguchi · Neyagawa · Osaka (hoofdstad) · Osakasayama · Sakai · Sennan · Settsu · Shijonawate · Suita · Takaishi · Takatsuki · Tondabayashi · Toyonaka · Yao

Districten:
Minamikawachi · Mishima · Senboku · Sennan · Toyono
Gemeenten per district